# Carlos Alberto Olivari
Carlos Alberto Olivari connu aussi sous le nom de Carlos Olivari, est un dramaturge et scénariste de cinéma né le 18 juillet 1902 à Buenos Aires (Argentine), et mort le 22 septembre 1955 à Buenos Aires.
Après des études secondaires au Colegio del Salvador, il collabore avec Sixto Pondal Ríos dans des pièces de théâtre et des scénarios de films. À partir de 1938 il participe au scénario du film Kilómetro 111, réalisé par Mario Soffici. D'autres scénarios de ce duo de cinéastes, collaborent en 1940 pour El solterón, en 1942 dans El pijama de Adán, et en 1943 La hija del ministro.
Carlos Olivari compose aussi le boléro de Una Mujer ainsi que plusieurs pièces de théâtre.
Carlos Olivari, avait divorcé de sa première femme, avec laquelle il avait eu un fils, était en couple avec le journaliste Blackie au moment de sa mort
.

## Filmographie

### Théatre
- No salgas esta noche
- Amor al contado
- Los maridos engañan de 7 a 9
- Viejo verde

### Cinéma
- Mi primera novia (1965)
- Los martes orquídeas (1963)
- Bajo el cielo de México (1958)
- La morocha (1958)
- Sangre y acero (1956)
- Para vestir santos (1955)
- El hombre que debía una muerte (1955)
- Mercado de abasto (1955)
- Educando a papá (1955)
- Mujeres casadas (1954)
- Sucedió en Buenos Aires (1954)
- Dock Sud (1953)
- Ellos nos hicieron así (1952)
- Pasó en mi barrio (1951)
- Especialista en señoras (1951/I)
- ¿Vendrás a media noche?  (1950)
- El otro yo de Marcela (1950)
- El embajador (1949)
- Fascinación (1949)
- Miguitas en la cama (1949)
- Romance on the High Seas (1948)
- Por ellos... todo (1948)
- La vida íntima de Marco Antonio y Cleopatra
- Cinco rostros de mujer (1947)
- Romance musical (1947)
- Su última aventura (1946)
- Cristina (1946)
- Deshojando margaritas (1946)
- El diamante del Maharajá (1946)
- No salgas esta noche (1946)
- Dos ángeles y un pecador (1945)
- Mi novia es un fantasma (1944)
- El muerto falta a la cita (1944)
- El espejo (1943)
- La guerra la gano yo (1943)
- La hija del ministro (1943)
- You Were Never Lovelier
- El viaje (1942)
- Adolescencia (1942)
- El pijama de Adán (1942)
- Persona honrada se necesita (1941)
- Los martes orquídeas (1941)
- El mejor papá del mundo (1941)
- Cita en la frontera (1940)
- Chingolo (1940)
- Héroes sin fama (1940)
- El viejo doctor (1939)
- El solterón (1939)
- Kilómetro 111 (1938)

### Discographie
Palida cancion : by Various Artists (boléro).